# 博维利耶
博维利耶（法語：Beauvilliers，法語發音：[bovilje]）是法国厄尔-卢瓦省的一个市镇，属于沙特尔区。

## 地理
博维利耶（48°17'50"N, 1°39'17"E）面积23.05 平方千米，位于法国中央-卢瓦尔河谷大区厄尔-卢瓦省，该省份为法国北部内陆省份，北起顺时针与厄尔省、伊夫林省、埃松省、卢瓦雷省、卢瓦-谢尔省、萨尔特省和奧恩省接壤。
与博维利耶接壤的市镇（或旧市镇、城区）包括：阿洛讷、莱维拉日沃韦安、穆捷、布瓦维尔拉圣佩尔、普拉斯维尔、特维尔。

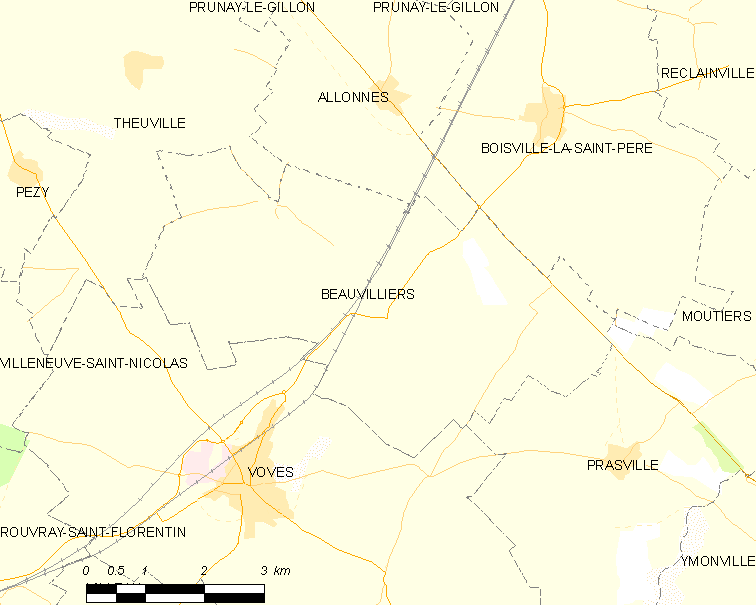
博维利耶的OSM定位图

博维利耶的时区为UTC+01:00、UTC+02:00（夏令时）。

## 行政
博维利耶的邮政编码为28150，INSEE市镇编码为28032。

## 政治
博维利耶所属的省级选区为莱维拉日沃韦安县。

## 人口

1962-2008年间博维利耶人口变化图示

博维利耶于2022年1月1日时的人口数量为342人。